# Lawe Pinis
Lawe Pinis is een bestuurslaag in het regentschap Aceh Tenggara van de provincie Atjeh, Indonesië. Lawe Pinis telt 296 inwoners (volkstelling 2010).